# Antonio Magliabecchi

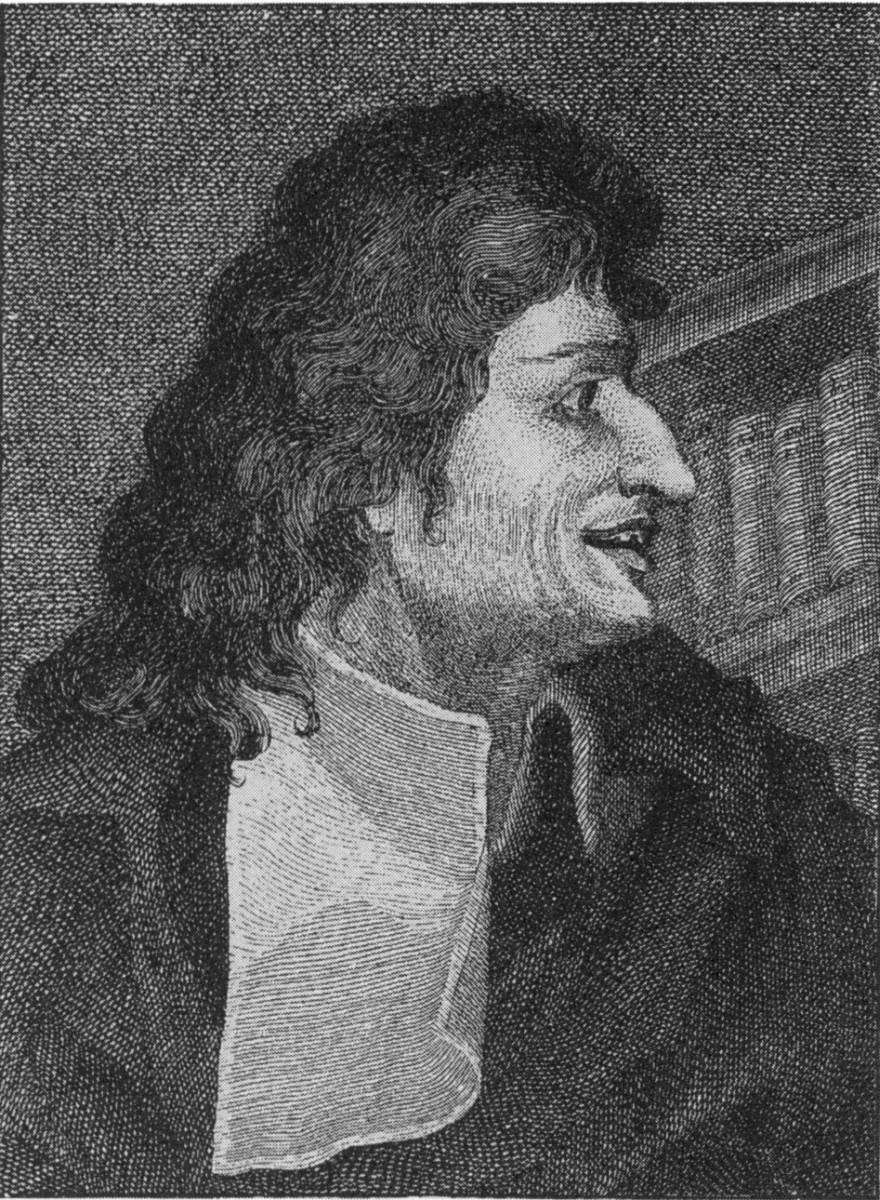
Antonio Magliabecchi

Antonio di Marco Magliabecchi lub Magliabechi (ur. 20 października 1633, zm. 1714 we Florencji) – włoski kolekcjoner i bibliotekarz Wielkiego Księcia Toskanii, Kosmy III.
Znany był m.in. z fenomenalnej pamięci oraz zdolności do niezwykle szybkiego czytania. Jedna z anegdot mówi, że zapytany przez Kosmę o pewną wyjątkowo rzadką książkę był w stanie bezbłędnie powiedzieć w jakiej jest ona bibliotece, na której półce i która z kolei tam stoi.